# Gustav O. Hansen
Gustav Overgaard Hansen (født 12. juli 2003 i Viborg, Danmark) er en dansk fodboldspiller, der spiller for Boldklubben Frem.

## Karriere

### Viborg FF
Den 6. oktober 2020 fik Gustav sin første tilsynekomst for Viborg FF’s førstehold i en DBU pokalkamp ude imod Hedensted IF, men han blev aldrig skiftet ind.

### Akademisk Boldklub
Den 2. januar 2023 forlængede Gustav O. Hansen sin kontrakt med AB frem til sommer 2025.
Den 14. juli 2023 ophævede AB kontrakten med Gustav.

### Boldklubben Frem
Den 18. juli 2023 skiftede Gustav O. Hansen til Frem.
Den 5. august 2023 debuterede Gustav for Frem i en 3. divisionskamp imod Næsby Boldklub, som endte med et 4-2 tab på Næsby Stadion. Han startede kampen og spillede de hele 90 minutter.
Gustav blev kåret årets spiller for 2023-24 sæsonen i Frem.